# 骨炎
骨炎(こつえん、英: osteitis)とは骨の炎症を示す一般用語。More specifically, it can refer to one of the following conditions: 
- 嚢胞性線維性骨炎（あるいは線維性骨炎および骨のフォン・レックリングハウゼン病）
- 変形性骨炎（あるいは骨のパジェット病）
- 恥骨骨炎
- Radiation osteitis
- Condensing osteitis (or Osteitis condensans)
  - Osteitis condensans ilii
- ウマでは足の骨炎は蹄葉炎とよく混同される。